# Milton Cruz (Pianist)
Milton Cruz Valentín (* 5. Februar 1939 in Santiago de los Caballeros; † 21. März 1998 in New York City) war ein dominikanischer Pianist.
Cruz studierte ab 1959 am Conservatorio Nacional de Música bei Manuel Rueda. Ein Stipendium der dominikanischen Regierung ermöglichte ihm von 1965 bis 1970 ein Postgraduiertenstudium an der Juilliard School of Music. Er lebte dann als Konzertpianist in den USA, trat u. a. am McMillin Theatre der Columbia University, in der Carnegie Hall und bei Rundfunkübertragungen auf.
In seinem Heimatland gab er u. a. Konzerte in seiner Geburtsstadt, im Teatro Nacional und im Palacio de Bellas Artes der Landeshauptstadt. Sein letztes Konzert gab er 1997 mit dem Orquesta Sinfónica Nacional de la República Domincana unter Leitung von Félix Carrasco, bei dem er das Klavierkonzert in E-Dur von Moritz Moszkowski spielte.